# Srednja Bistrica
Srednja Bistrica is een plaats in Slovenië en maakt deel uit van de gemeente Črenšovci in de NUTS-3-regio Pomurska. De plaats telde 434 inwoners op 1 januari 2020.